# Goyo Jiménez
Gregorio Jiménez Tornero (Melilla, 31 de gener de 1970), de nom artístic Goyo Jiménez, és un humorista, actor, presentador i director espanyol, conegut per col·laborar en diferents programes de televisió, però, sobretot, gràcies a la seva faceta com còmic de estand up comedy.

## Biografia
Goyo Jiménez, encara que nascut a Melilla, va ser criat a Albacete i se sol considerar natural d'aquesta ciutat manxega, formant part del que se sol denominar humor manxec. És un artista que desenvolupa el seu treball en molt diferents disciplines. De 1988 a 1994 estudia de manera simultània, dret a la Universitat de Castella-la Manxa, i art dramàtic a la RESAD (Reial Escola Superior d'Art Dramàtic) de Madrid, amén de diferents cursos monogràfics —direcció escènica i escriptura dramàtica.
Però la seva marxa artística havia començat temps enrere, de manera precoç, ja que als setze anys ja havia guanyat diversos premis de literatura, fotografia o vídeo. Però és el teatre la matèria que més l'atreu. Per això crea, amb disset anys, la seva pròpia companyia teatral, de caràcter amateur, amb la qual arriba a estrenar tres obres de la seva autoria i/o direcció. A partir de 1988 comença a treballar com a actor professional de teatre i, des de llavors, no deixa d'acumular una vasta i fructífera trajectòria interpretativa a l'escenari: companyies com La Fura dels Baus, Cómicos, Teatro de Malta, Teatro Capitano, Teatro Fénix, Cal Teatro, La Función Delta, etc, li permeten encarnar tota mena de personatges, dramàtics o còmics, en diferents propostes escèniques: Teatre grecoromà —Sòfocles, Eurípides, Aristòfanes—, teatre clàssic —Cervantes, Lope de Vega, Tirso de Molina, Calderón, Shakespeare, Molière, Zorrilla, etcètera—, o contemporànies —Woody Allen, Francisco Nieva, Ignacio Amestoy, Rosa Montero, entre d'altres. Amb diversos d'aquests muntatges participa, així mateix, a nombrosos festivals i programacions internacionals —Almagro, Sardenya, Venècia, Florència, Verona, Pisa, Romania, Eslovènia, Bòsnia, Croàcia, etcètera.
Seleccionat per a formar part del programa televisiu El club de la comedia, es converteix en peça fonamental de diversos dels seus muntatges teatrals més famosos: 5hombres.com —durant tres anys va actuar en aquest reeixit espectacle, sent l'únic actor que va representar els cinc personatges—, 5hombresymujeres.com, Noche de cómicos i Los Irrepetibles de Amstel —espectacle d'improvisació teatral.
Algun dels seus monòlegs més destacats com a còmic poden ser: Los canis, Los americanos o Ligar en EE. UU. Ell mateix es defineix com un «especialista en assumptes americans».
De manera paral·lela, i com a autor i director de teatre, ha escrit i/o dirigit des de llavors dotze produccions, de les quals s'han realitzat més de nou-centes representacions. A aquestes cal unir els seus dos espectacles de estand up comedy, titulats Pasado imperfecto, ¡Aiguantulivinamérica! i By the way amb el qual es troba de gira en l'actualitat.
Des de l'inici de la seva emissió a TVE i fins a 2010 va ser codirector i guionista a La hora de José Mota, convertint-se en una peça fonamental per al programa. En aquest espai televisiu va interpretar, a més, nombrosos papers de repartiment en múltiples sketches, però sobretot es va fer conegut per encarnar al vilà Capitán Fanegas / Nemesio Tornero, un malvat pagès amb uns «superpoders atàvics», els poders profunds manxecs.
Va presentar el programa de Cuatro No le digas a mamá que trabajo en la tele durant els seus quatre mesos de durada. L'espai va rebre crítiques diverses, fonamentalment pels seus continguts, i diversos canvis d'horari, fins que, finalment, va ser cancel·lat per falta d'audiència.
El 2014 i 2015 va col·laborar a l'espai Zapeando de La Sexta. Des de setembre de 2016 presenta el programa de divulgació científica Órbita Laika a La 2, en substitució d'Ángel Martín. Al novembre de 2017 va aparèixer al programa Samanta y... presentat per Samanta Villar.
Des de novembre de 2018 fins a febrer de 2019 presenta el concurs Código final a La 2.

## Monòlegs
- Los Americanos
- Los Policías
- Las Hostias
- Callejeros
- Los dibujos animados
- La biblia estilo bricomania
- ¿Estáis a gusto siendo españoles?
- Me da vergüenza del más allá español
- Nunca ligareis por culpa de la bolsa de asas
- Ser joven es cuestión de actitud
- A los tíos no nos gusta bailar
- Aun nos queda mucho que aprender de América
- Hola, soy tu hígado
- Dentistas
- La Tele
- ¡Más difícil todavía!

## Televisió
- El club de la comedia (1999, Canal Plus, Telecinco, TVE, Antena 3 i 2011, La Sexta)
- Nuevos cómicos (2000, Paramount Comedy)
- Esto no es serio (2001, Antena 3)
- La hora chanante (2002, Paramount Comedy)
- UHF (2004, Antena 3)
- 59 segundos (2004, TVE)
- Splunge (2005, TVE)
- Zulú bingo (2005, Localia TV)
- El club de Flo (2006-2007, La Sexta)
- Tres en raya (2006, La Sexta)
- Los irrepetibles (2006-2007, La Sexta)
- 9 de cada 10 (2008, TVE)
- Espejo público (2008, Antena 3)
- La hora de José Mota (2009-2010, TVE)
- Pánico en el plató (2010, Antena 3)
- El club de la comedia (2011, La Sexta)
- Con hache de Eva (2011, La Sexta)
- No le digas a mamá que trabajo en la tele (2011, Cuatro)
- Psicodriving (2012-2013, Nitro/La Sexta)
- Se hace saber (2013-2014, La 1)
- Zapeando (2014-2015, La Sexta)
- Órbita Laika. La nueva generación (2016-¿?, La 2)
- Samanta y... (2017, Cuatro)
- Código final (2018-2019, La 2)

## Cinema
- Clara no es nombre de mujer (2010)
- Torrente 4: Lethal Crisis (Crisis Letal) (2011)
- El pregón (2016)